# Ratusz w Turku (Polska)
Ratusz w Turku – budynek późnoklasycystyczny, piętrowy, murowany, prostokątny, wybudowany w 1872 znajdujący się w Turku.  
Obiekt posiada wieżę zegarową. Ściany elewacji frontowej są otynkowane. Nad głównym wejściem znajduje się balkon. Mieści się przy północnej pierzei placu Wojska Polskiego (rynku). 
Od 1978 w ratuszu mieści się Muzeum Miasta Turku im. Józefa Mehoffera. W latach 2010–2012 został przebudowany i rozbudowany. Ze starej budowli pozostały jedynie ściany zewnętrzne, stropy, dach i schody. Od 26 maja 2012 w budynku mieści się również punkt informacji turystycznej.